# Andrija Maksimović
Andrija Maksimović (in serbo Андрија Максимовић?; Novi Pazar, 5 giugno 2007) è un calciatore serbo, centrocampista del RB Lipsia e della nazionale serba.

## Caratteristiche tecniche
Di ruolo trequartista, può essere schierato anche come esterno offensivo, soprattutto sulla fascia destra e, all'occorrenza, anche sulla linea dei centrocampisti. Mancino di piede, dispone di ottima tecnica, visione di gioco, rapidità e dribbling oltre a essere un buon assist-man e rifinitore.

## Carriera

### Club
Maksimović è cresciuto nel settore giovanile della Stella Rossa e nel 2023 è stato assegnato alla squadra filiale del Grafičar Belgrado in seconda divisione. Ha esordito in prima squadra il 6 dicembre 2023 nell'incontro di Kup Srbije vinto 5-0 contro il Radnički Niš.
Il 17 luglio 2025 passa al Red Bull Lipsia, firmando un contratto valido fino al 2030.

### Nazionale
Ha giocato nelle nazionali giovanili serbe Under-15, Under-16, Under-17 ed Under-19.
Il 12 ottobre 2024 ha debuttato con la nazionale maggiore serba nell'incontro di UEFA Nations League contro la Svizzera.

## Statistiche

### Presenze e reti nei club
Statistiche aggiornate al 27 novembre 2024.
| Stagione                 | Squadra                  | Campionato               | Campionato | Campionato | Coppe nazionali | Coppe nazionali | Coppe nazionali | Coppe continentali | Coppe continentali | Coppe continentali | Altre coppe | Altre coppe | Altre coppe | Totale | Totale | Totale |
| Stagione                 | Squadra                  | Comp                     | Pres       | Reti       | Comp            | Pres            | Reti            | Comp               | Pres               | Reti               | Comp        | Pres        | Reti        | Pres   | Reti   |        |
| ------------------------ | ------------------------ | ------------------------ | ---------- | ---------- | --------------- | --------------- | --------------- | ------------------ | ------------------ | ------------------ | ----------- | ----------- | ----------- | ------ | ------ | ------ |
| 2023-2024                | Grafičar Belgrado        | 1L                       | 24         | 6          | -               | -               | -               | -                  | -                  | -                  | -           | -           | -           | 24     | 6      |        |
| 2024-2025                | Grafičar Belgrado        | 1L                       | 5          | 3          | -               | -               | -               | -                  | -                  | -                  | -           | -           | -           | 5      | 3      |        |
| Totale Graficar Belgrado | Totale Graficar Belgrado | Totale Graficar Belgrado | 29         | 9          |                 | -               | -               |                    | -                  | -                  |             | -           | -           | 29     | 9      |        |
| 2023-2024                | Stella Rossa             | SL                       | 0          | 0          | CS              | 2               | 0               | UCL                | 0                  | 0                  | -           | -           | -           | 2      | 0      |        |
| 2024-2025                | Stella Rossa             | SL                       | 8          | 1          | CS              | 1               | 1               | UCL                | 4                  | 0                  | -           | -           | -           | 13     | 2      |        |
| Totale Stella Rossa      | Totale Stella Rossa      | Totale Stella Rossa      | 8          | 1          |                 | 3               | 1               |                    | 4                  | 0                  |             | -           | -           | 15     | 2      |        |
| Totale carriera          | Totale carriera          | Totale carriera          | 37         | 10         |                 | 3               | 1               |                    | 4                  | 0                  |             | -           | -           | 44     | 11     |        |

### Cronologia presenze e reti in nazionale
| Cronologia completa delle presenze e delle reti in nazionale ― Serbia | Cronologia completa delle presenze e delle reti in nazionale ― Serbia | Cronologia completa delle presenze e delle reti in nazionale ― Serbia | Cronologia completa delle presenze e delle reti in nazionale ― Serbia | Cronologia completa delle presenze e delle reti in nazionale ― Serbia | Cronologia completa delle presenze e delle reti in nazionale ― Serbia | Cronologia completa delle presenze e delle reti in nazionale ― Serbia | Cronologia completa delle presenze e delle reti in nazionale ― Serbia |
| Data                                                                  | Città                                                                 | In casa                                                               | Risultato                                                             | Ospiti                                                                | Competizione                                                          | Reti                                                                  | Note                                                                  |
| --------------------------------------------------------------------- | --------------------------------------------------------------------- | --------------------------------------------------------------------- | --------------------------------------------------------------------- | --------------------------------------------------------------------- | --------------------------------------------------------------------- | --------------------------------------------------------------------- | --------------------------------------------------------------------- |
| 12-10-2024                                                            | Leskovac                                                              | Serbia                                                                | 2 – 0                                                                 | Svizzera                                                              | UEFA Nations League 2024-2025 - 1º turno                              | -                                                                     | 74’                                                                   |
| 15-10-2024                                                            | Cordova                                                               | Spagna                                                                | 3 – 0                                                                 | Serbia                                                                | UEFA Nations League 2024-2025 - 1º turno                              | -                                                                     | 64’                                                                   |
| 15-11-2024                                                            | Zurigo                                                                | Svizzera                                                              | 1 – 1                                                                 | Serbia                                                                | UEFA Nations League 2024-2025 - 1º turno                              | -                                                                     | 90’                                                                   |
| 18-11-2024                                                            | Leskovac                                                              | Serbia                                                                | 0 – 0                                                                 | Danimarca                                                             | UEFA Nations League 2024-2025 - 1º turno                              | -                                                                     | 72’                                                                   |
| 20-3-2025                                                             | Vienna                                                                | Austria                                                               | 1 – 1                                                                 | Serbia                                                                | UEFA Nations League 2024-2025 - Play-off                              | -                                                                     | 81’                                                                   |
| 23-3-2025                                                             | Belgrado                                                              | Serbia                                                                | 2 – 0                                                                 | Austria                                                               | UEFA Nations League 2024-2025 - Play-off                              | -                                                                     | 83’                                                                   |
| 7-6-2025                                                              | Tirana                                                                | Albania                                                               | 0 – 0                                                                 | Serbia                                                                | Qual. Mondiali 2026                                                   | -                                                                     | 69’                                                                   |
| 10-6-2025                                                             | Leskovac                                                              | Serbia                                                                | 3 – 0                                                                 | Andorra                                                               | Qual. Mondiali 2026                                                   | -                                                                     | 61’                                                                   |
| Totale                                                                |                                                                       | Presenze                                                              | 8                                                                     |                                                                       | Reti                                                                  | 0                                                                     |                                                                       |

## Palmarès

### Club

#### Competizioni nazionali
- Coppa di Serbia: 2

Stella Rossa: 2023-2024, 2024-2025
- Campionato serbo: 1

Stella Rossa: 2024-2025